# Rotwein

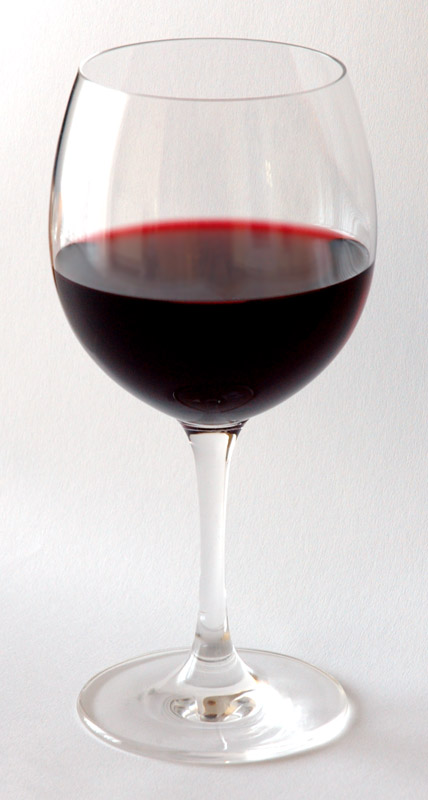
Ein Glas mit Rotwein

Rotwein ist ein aus roten bzw. blauen Weintrauben hergestellter, maischevergorener Wein. Neben der Art der verwendeten Trauben unterscheidet er sich auch im Herstellungsprozess vom Weißwein oder Roséwein, bei denen nur der Saft vergoren wird. Ein Rotwein entsteht durch Mazeration oder Digestion. Neben der alkoholischen Gärung des farblosen Safts der Beere werden bestimmte Komponenten aus den festen Bestandteilen der Maische herausgelöst. Die festen Bestandteile der Beerenmaische setzen sich aus der Schale der Beeren, den Kernen sowie eventuell dem Stielgerüst der Traube (die botanisch korrekt eine Rispe ist) zusammen. Beim klassischen Herstellungsprozess erfolgt das Herauslösen der erwünschten Komponenten während der Maischegärung, deren Dauer individuell bestimmt werden kann. Eine andere Methode greift auf die Maischeerhitzung vor der Vergärung zurück.
Mit Ausnahme der Färbertrauben befinden sich die roten Pigmente ausschließlich in der Beerenschale. Daher ist es möglich, aus roten Rebsorten auch Weißweine herzustellen. Durch die Dauer der Maischegärung wird der Charakter des Weins maßgeblich beeinflusst. Bei kurzer Dauer entstehen fruchtige Weine ohne Potenzial zur Alterung. Bei längerer Maischegärung nimmt der Anteil an herausgelösten Tanninen und Phenolen im Wein stark zu und ermöglicht damit den Ausbau eines großen Lagerweins.
Das intensive Auslaugen der Beerenschale erfordert ein besonders gesundes und reifes Lesegut, da zum einen ein langer Maischekontakt den Übergang von Pilzen und anderen unerwünschten Mikroorganismen wie z. B. Essigbakterien in den Wein begünstigt, welche zu Weinfehlern und Weinkrankheiten führen können. Andererseits unterscheidet sich die Zusammensetzung der Tannine zwischen weniger reifem und voll ausgereiftem Lesegut, und es sind vor allem die „reifen Tannine“, die die Qualität und Ausgewogenheit eines Rotweins ausmachen. Da die Beerenreife sowie das Fernbleiben von Pilzkrankheiten stark vom Klimaverlauf des Weinjahres abhängen, ist die Qualität von Rotwein deutlich jahrgangsabhängiger als die von Weißweinen. Der Anteil von Tanninen und Anthocyanen kann jahrgangsabhängig um 100 %, der Säureanteil um 50 % und das Mostgewicht um bis zu 15–20 % variieren. Anthocyane haben in den Pflanzen unter anderem die Aufgabe, die Pflanzen vor dem starken UV-Licht der Sonne zu schützen, indem sie bestimmte Wellenlängen absorbieren. So wird eine Schädigung der Proteine in der Zelle und der DNS in den Zellkernen verhindert. Die Menge der gebildeten Farbstoffe hängt dabei auch von der Intensität der Strahlung ab, daher bevorzugen Winzer in südlichen Weinbaugebieten rote Rebsorten. Rote Beeren, die nicht zur physiologischen Reife gelangten, ergeben Weine mit grasigem Charakter.
Seit einigen Jahrzehnten wird die malolaktische Gärung, der sogenannte biologische Säureabbau, für eine Vielzahl von Rotweinen bewusst eingeleitet. Die Rotweine werden dadurch im Geschmack runder und weicher. Das Verfahren ist jedoch nicht für jeden Rotwein gleichermaßen geeignet.

## Geschichte
Als ältester Hinweis für die Herstellung von Wein gilt eine achttausend Jahre alte Pressanlage in der Nähe von Damaskus. Weitere Anzeichen stammen (5. Jahrtausend v. Chr.) aus dem Iran und aus Mesopotamien.
Rotwein ist aus der Antike als wichtiges Getränk und Heilmittel bekannt. Unter anderem wurde er 400 vor Christus durch Hippokrates bei Störungen des Herz-Kreislauf-Systems verordnet.
Der Römerwein von Speyer gilt als ältester erhaltener Rotwein der Welt.

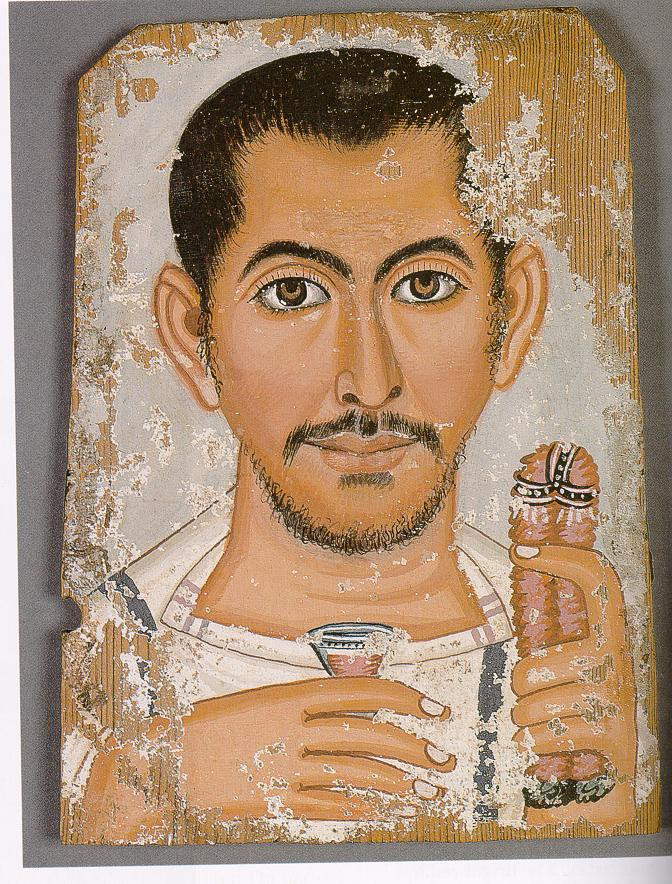
Ägyptischer Mann mit einem Glas Rotwein in der Antike, 4. Jahrhundert vor Chr. (Mumienporträt)
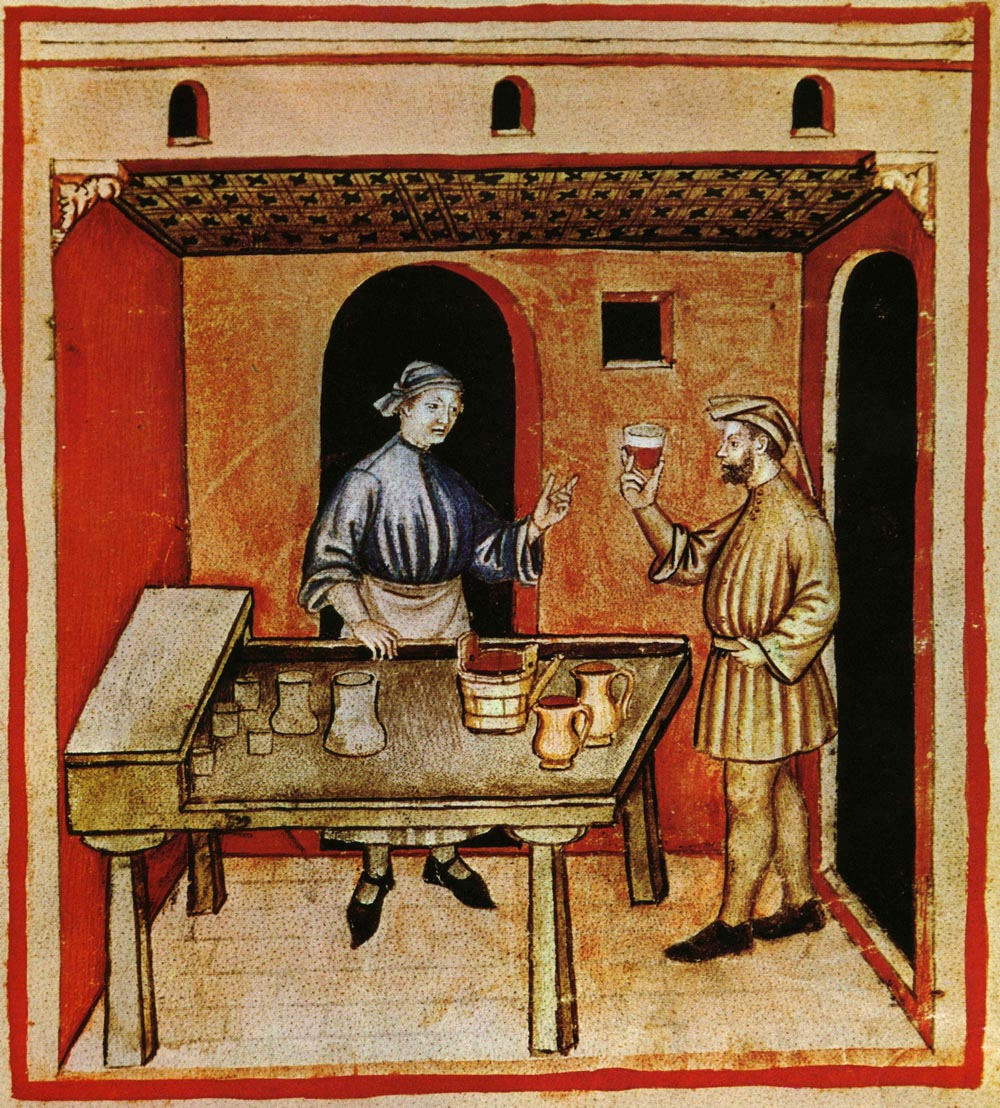
Rotwein im späten Mittelalter (Tacuinum sanitatis, Bibliothèque nationale de France)
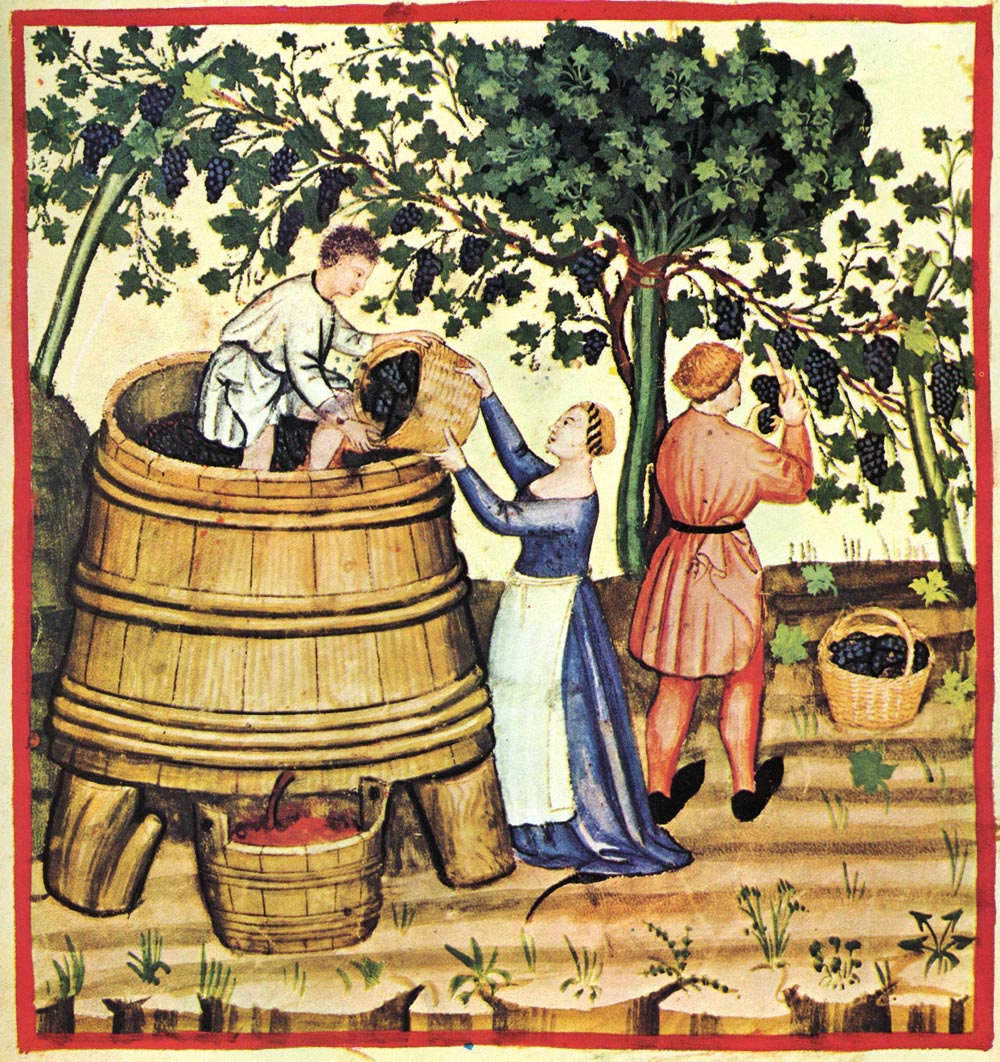
Rotweinherstellung im 14. Jahrhundert (Tacuinum sanitatis, Bibliothèque nationale de France)

## Anbaugebiete

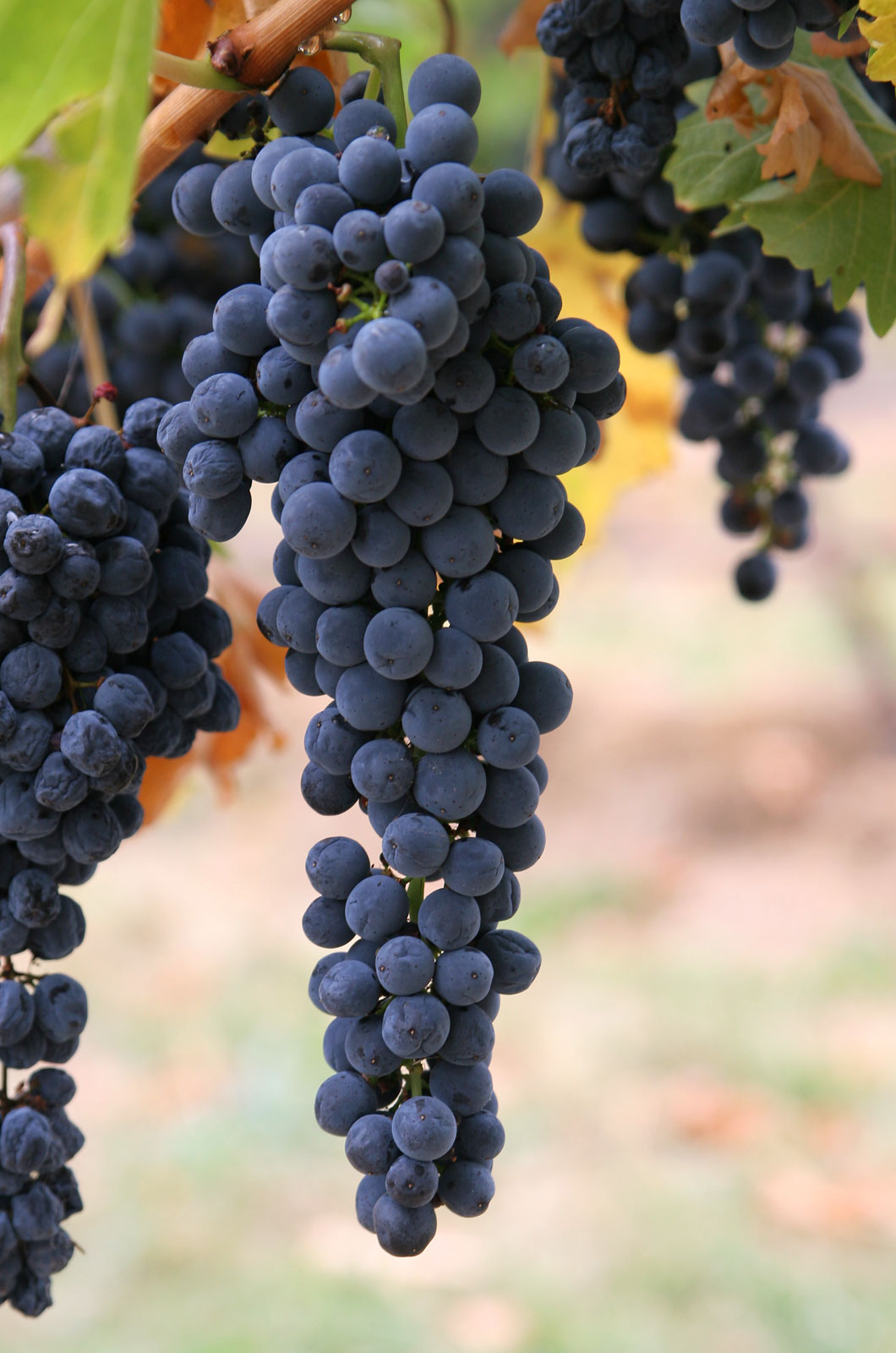
Vollreife Rotweintrauben, unmittelbar vor ihrer Ernte

Rotwein-Trauben (→ Liste von Rebsorten) werden in vielen Ländern mit geeignetem Klima angebaut.
Bekannte Rebsorten, aus denen weltweit vorzügliche Rotweine hergestellt werden, sind zum Beispiel Cabernet Sauvignon und Merlot, zu deren Cuvée (Verschnitt) der Cabernet Franc gehört, sowie Spätburgunder. Es gibt eine ganze Reihe weiterer Rebsorten, aus denen erstklassige Rotweine hergestellt werden, wie zum Beispiel in Deutschland Sankt Laurent und Lemberger.

## Herstellung
Rotwein entsteht, indem zunächst die Trauben-Maische für eine gewisse Zeit vergoren wird. Bei dieser zwei bis zu 30 Tagen dauernden Maischegärung löst sich ein Anteil der in den Schalen enthaltenen Farbstoffe (Anthocyane). Einige wenige Rebsorten enthalten die erforderlichen Farbstoffe bereits von Anfang an in ihrem Saft (z. B. Dornfelder oder Dunkelfelder); sie werden daher auch gerne zur Cuvée genommen, um anderen roten Sorten einen tieferen Rotton zu verleihen.
Die wichtigsten Produktionsschritte sind das Entrappen, Maischen, das Keltern (das Pressen), die Gärung sowie unter Umständen die Schönung. Das Fruchtfleisch der meisten Beeren ist fast farblos; die Farbstoffe sitzen nur in den Beerenhüllen, je nach Sorte gelblich, rot oder dunkelblau. Im Unterschied zur Weißweinherstellung werden daher beim Rotwein nach dem Quetschen und Rebeln die Schalen nicht vom Most getrennt, sondern dieser lagert je nach Temperatur (üblicherweise zwischen 20 und 30 °C) von wenigen Tagen bis zu einem Monat auf der Maische. Bei kürzerer Verweilzeit auf der Maische entsteht ein zarter gefärbter Roséwein.

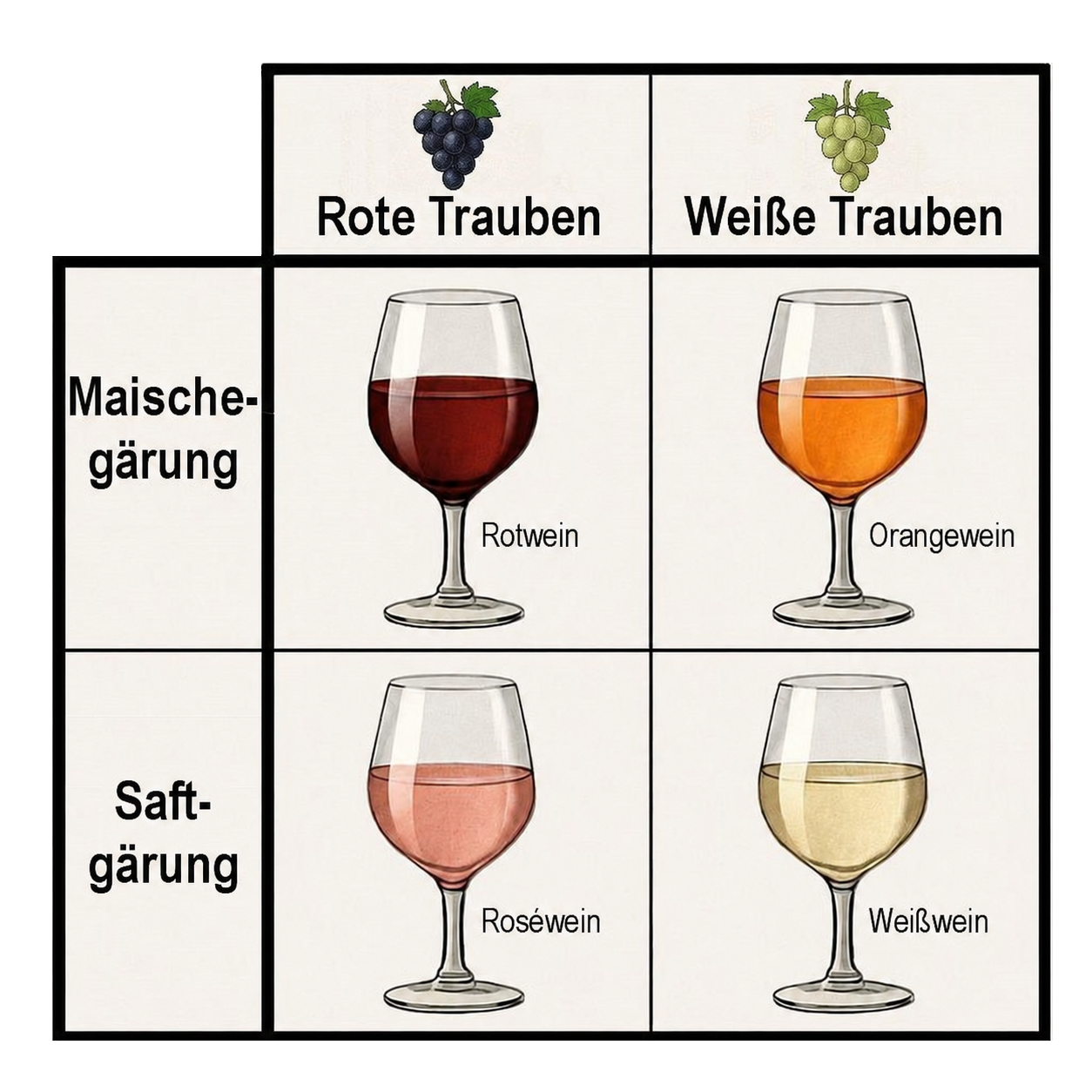
Vereinfachte Darstellung der vier Weinfarben – Rotwein, Orangewein, Roséwein, Weißwein

Die wichtigsten Vinifikationsverfahren sind das Untertauchen des Tresterkuchens, das manuell oder mechanisch erfolgen kann, Kohlensäuremaischung sowie die Maischeerhitzung. Der Most wird daraufhin abgewirzt (ausgepresst) und vergoren.
Neben den Farbstoffen befinden sich Tannine und Aromastoffe in den Beerenschalen; dadurch enthalten Rotweine insgesamt mehr Inhaltsstoffe als Weißweine.  Für ein harmonisches Bouquet ist die Reifezeit von Rotwein daher länger als die von Weißwein; sehr junge, besonders gerbstoffreiche Rotweine wirken oft noch rau und verschlossen.
Tannin ist der Stoff, der Rotweine bitter machen kann und im Mund ein pelziges, zusammenziehendes Gefühl hinterlässt. Tannin und Säure haben darüber hinaus die positive Eigenschaft, konservierend zu wirken, wodurch sich Weine mit einem hohen Anteil an einem oder beiden Stoffen in der Flasche viele Jahre lang halten können.
Um einen kräftig gefärbten Rotwein zu erhalten, ist der Winzer bestrebt, möglichst viel roten Farbstoff und die richtige Menge an Gerbstoffen aus den Schalen in den Wein zu bringen. Für eine optimale Extraktion müssen die Schalenteile und der Most ständig in Kontakt bleiben; die aufschwimmende Maischeschicht wird deshalb immer wieder mechanisch eingetaucht. Alternativ wird die Maische erwärmt, um diesen Prozess zu beschleunigen.
Nach der ersten (alkoholischen) Gärung erfolgt gegebenenfalls eine zweite (malolaktische) Gärung, meist bei erhöhter Temperatur. Dies wird auch als „biologischer Säureabbau“ (BSA) bezeichnet. Dabei wird die scharfe Äpfelsäure (Apfel = lateinisch malum) bakteriell in die milde Milchsäure (Milch = lateinisch lactus) umgewandelt. Besonders nach Lesejahren mit ungünstiger, kühler Witterung hat dies Bedeutung, denn die Weinbeeren können dann einen erhöhten Äpfelsäureanteil enthalten, der das Geschmackserlebnis negativ beeinflusst.
Nach der Gärung wird der Rotwein ausgebaut. Dieser Reifungsprozess kann je nach Rebsorte, Qualität, Stilistik und Weintradition in Fässern, Barriques oder Tanks verschiedener Größen erfolgen. Je nach Weinart, Qualität, Potenzial und Jahrgang kann sich die Dauer des Ausbaus über einen Zeitraum von mehreren Wochen bis Jahren erstrecken. Je länger dieser Prozess andauert, desto kostenintensiver ist er. Weine mit Potenzial werden in der Regel länger ausgebaut. Anschließend wird der Wein abgefüllt.
Beim Barrique-Einsatz wird eine lange Extraktion von Holzinhaltsstoffen aus Eichenfässern gewünscht. Da Holzfässer etwa 70–80 % ihrer Geschmacksstoffe bereits bei der ersten Benutzung abgeben, sollte ein Barriquefass zur Geschmacksaufwertung nur ca. dreimal eingesetzt werden. Die meisten Weine gären in Stahl- oder Kunststofftanks.

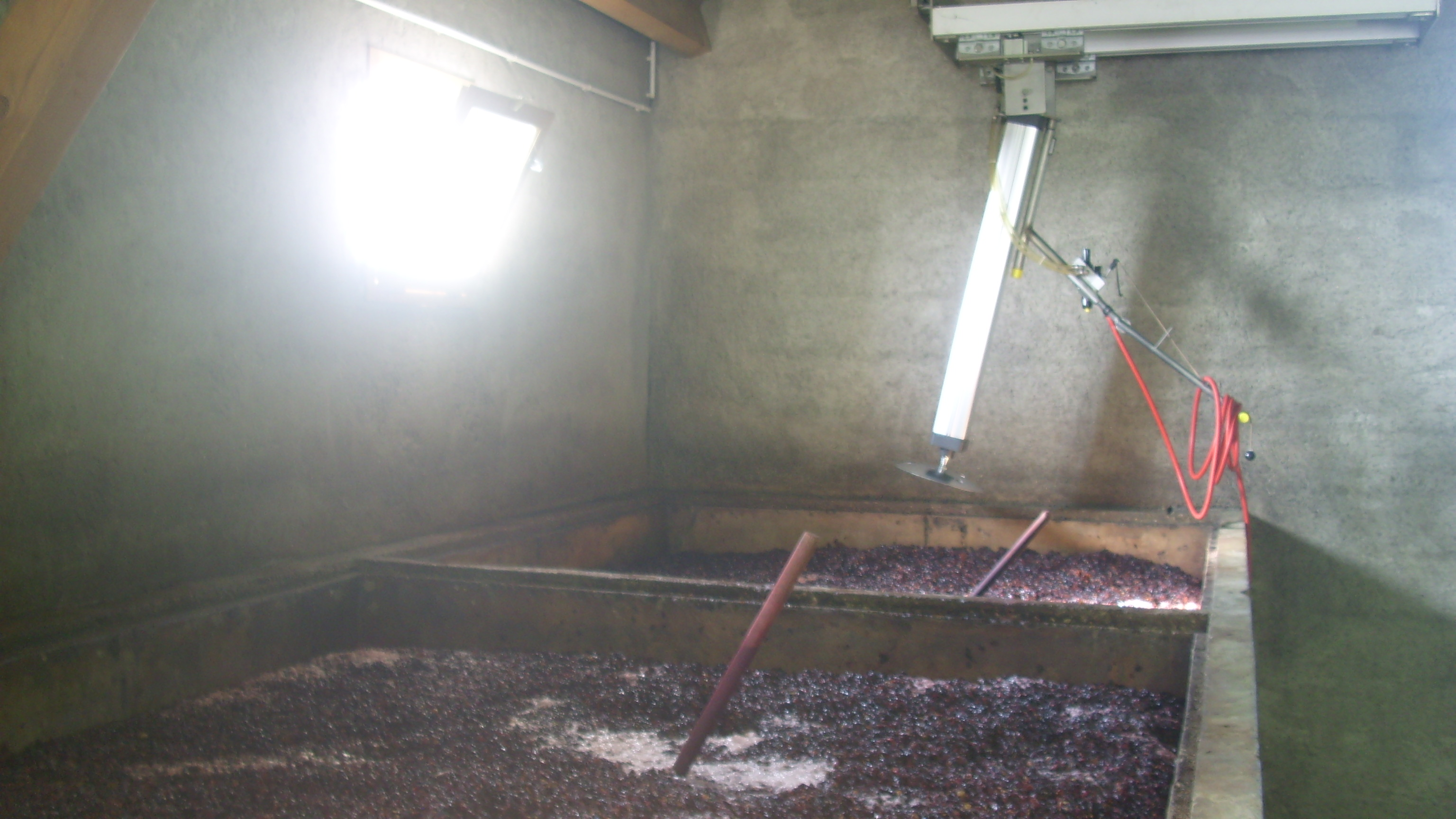
Pneumatisch unterstütztes Unterstoßen des Tresterkuchens in einer französischen Weinkellerei
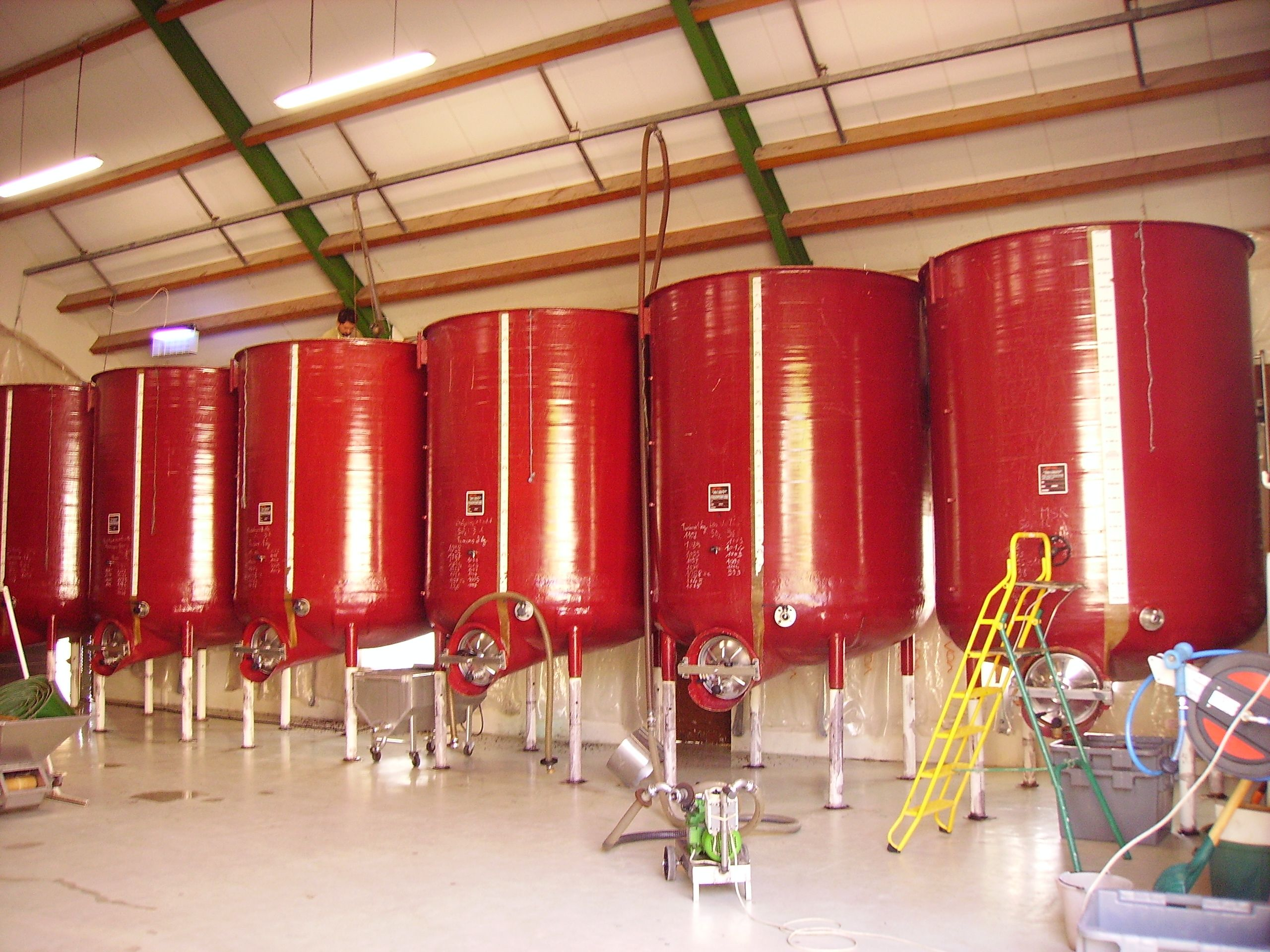
Offene Gärbehälter (der Tresterkuchen wird mit Unterstützung einer Pumpe mit Most überschwallt, um eine maximale Farbausbeute zu erzielen)
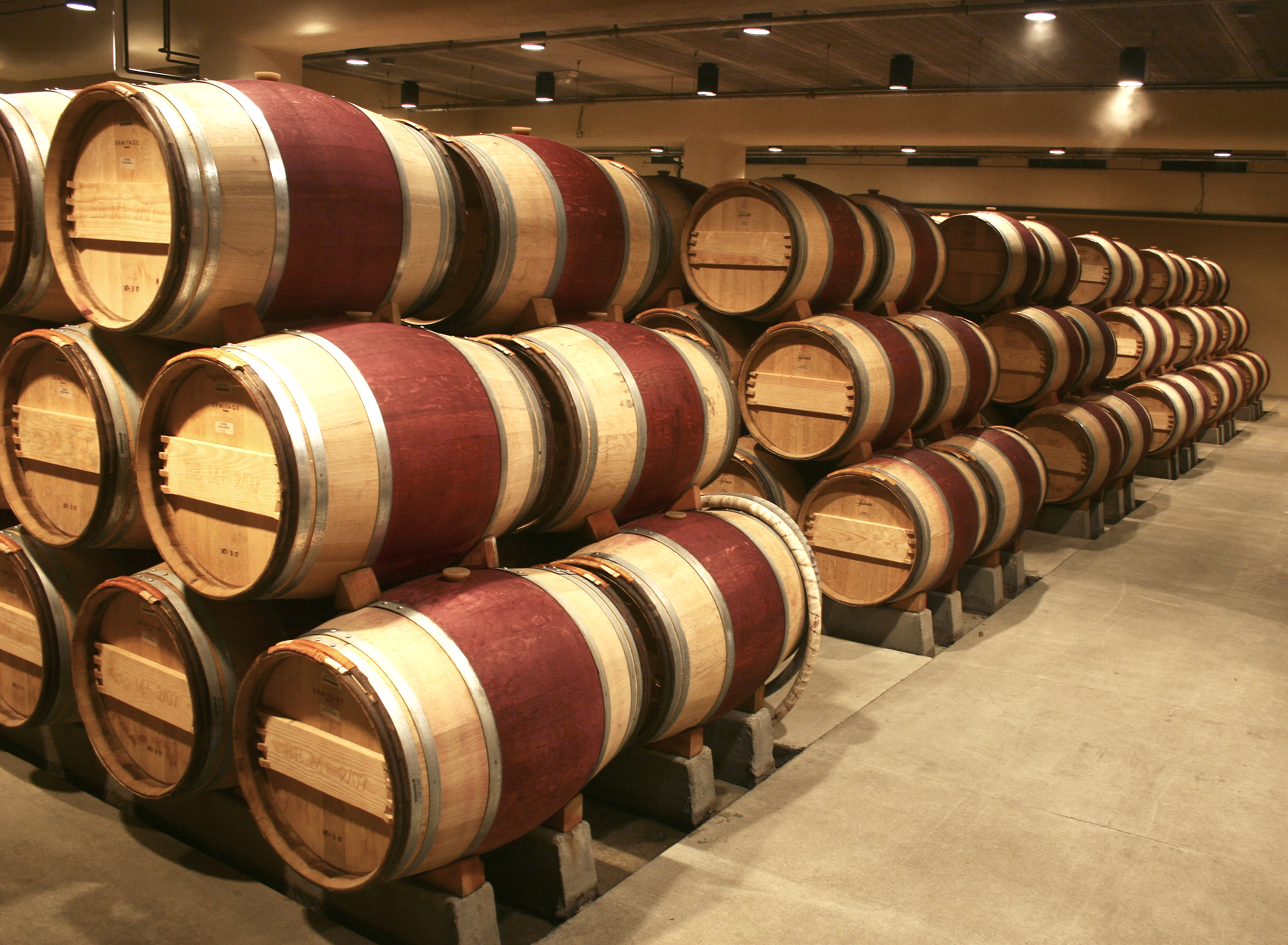
Ausbau des Rotweins in Barriques

## Cuvée
Rotwein wird traditionell nicht nur sorten- oder lagenrein ausgebaut, seine Trauben können auch von verschiedenen Rotweinsorten und Weinbergslagen stammen. In der modernen Kellerwirtschaft werden die verschiedenen Chargen meist nach Lagen und Sorten getrennt ausgebaut und anschließend zu einer Cuvée zusammengeführt. Anschließend wird die Cuvée noch einige Zeit gereift, ehe sie abgefüllt wird. Die Kunst des Verschnitts wird als „Vermählung“ bezeichnet, wobei eine gelungene Cuvée eine höhere Qualität und Komplexität haben sollte, als die einzelnen Partien, aus denen sie komponiert wurde. Die Herstellung erfordert nicht nur Wissen und Erfahrung, sondern auch Gespür für die Sache. Die Rebsorten traditioneller Rotweincuvées sind im Chianti in der Toskana, in Bordeaux oder Châteauneuf-du-Pape in Südfrankreich von berufsständischen Organisationen vorgegeben. Hochwertige Rotweincuvées kommen heute zunehmend auch aus Deutschland, insbesondere aus den traditionellen Weingebieten Württemberg, Rheinhessen und Pfalz. In Österreich hat sich besonders das Burgenland mit Spitzenrotweincuvées einen Namen gemacht.

## Lagerung
Nur Weine, die nicht zum unmittelbaren Konsum bestimmt sind, werden gelagert. Während der Lagerung verändert der Wein seinen Geschmack und seine Farbe. Durch die Veränderung der Inhaltsstoffe kann das Alter eines Weins festgestellt werden z. B. mit dem Monomerindex. Während seiner Flaschenreifung entwickelt der Wein allmählich seine geschmackliche Komplexität und Genussreife, die den Moment markiert, an dem ein Wein seine größte Geschmacksfülle und Intensität entfaltet. Ist dieser Höhepunkt überschritten, verliert er langsam seine geschmacklichen und farblichen Reize. Die Farbe des Rotweins wird mit zunehmendem Alter heller und wechselt von intensiven Rottönen hin zu Braun, da seine eisenhaltigen Farbpigmente und Farbstoffe oxidieren. Während des Lagerungsprozesses werden organische Bestandteile des Weins wie Weinstein, Farbpigmente und Hefe durch Polymerisation und Ausfällen gebildet und sammeln sich als Bodensatz, als sogenanntes Depot in der Flasche. Je älter ein Rotwein ist, desto mehr Depot hat er gebildet.
Ob es bei diesem biochemischen Nachreifungsprozess in der Flasche zu einer Verbesserung der Weinqualität kommt, ist unter anderem abhängig von Traubenqualität, Ertragshöhe und der Art der Weinbereitung und des Ausbaus. Hinzu kommen Merkmale und Eigenschaften wie Struktur, Potenzial, spezifische Jahrgangseigenschaft, Sorte und Lagerbedingungen. Ein Rotwein von Wert kann über Jahre, manchmal Jahrzehnte gelagert werden. Konsumweine müssen nicht gelagert werden, sie werden meist trinkfertig abgefüllt und erfahren keine Qualitätsverbesserung durch die Lagerung.
Für eine gute Weinlagerung sollten Temperatur und Luftfeuchtigkeit stimmen. Die ideale Temperatur beträgt 10 bis 13 Grad Celsius bei hoher Luftfeuchtigkeit und sollte so wenig wie möglich schwanken. Ebenso wirkt sich Licht negativ auf die Entwicklung des Weines aus. Diesen idealen Voraussetzungen entsprechen Keller, die sich möglichst weit unter der Erdoberfläche befinden und mit Naturboden versehen sind, oder spezielle, künstlich klimatisierte Weinlagerschränke. Zu beachten ist dabei, dass der Wein möglichst ruhig und liegend gelagert werden sollte, da Erschütterungen seine Qualität beeinträchtigen.

## Sensorik
Ein Rotwein kann komplexe Aromen entwickeln, die meistens in Kombinationen, oft aber nur tendenziell wahrnehmbar sind. Einige Beispiele:
- Vanille, Mokka, Tabak, Kakao (bei Barriqueweinen)
- Beeren (Erdbeere, Brombeere, Himbeere, Johannisbeere, Heidelbeere)
- Pflaumen
- Holznoten (Eiche, Kastanie, Zeder)
- Schokolade
- Kirschen
- Gewürznoten (Zimt, Nelken, Ingwer, Muskatnuss)
- Paprika (bei unreifem Cabernet Sauvignon)

## Küche
Rotwein wird auch beim Marinieren und Garen von Lebensmitteln verwendet.
Beim Marinieren von Fleisch kommt dem Rotwein nicht allein die Funktion des Aromatisierens zu, er macht das Fleisch auch weich. Dabei wird das Kollagen des Fleischbindegewebes durch Säuren, Tannine und weitere Bestandteile des Weins angegriffen, gelockert und teilweise gelatiniert, wodurch das Fleisch zarter wird und Geschmack freigesetzt wird. Durch zu langes Marinieren kann die Weinsäure den Geschmack des Fleisches dominieren. Rotweinmarinaden eigen sich am besten für dunkles Fleisch wie Lamm, Rind, Wild oder Wildgeflügel.
Beim Garen mit Rotwein wird der Wein eingekocht, wobei seine Inhaltsstoffe wie Säuren und Tannine konzentriert werden. Dadurch werden die beim Kochen stattfindenden biochemischen Zerfallsprozesse intensiviert, wodurch die Bandbreite der beteiligten Wirkstoffe größer wird, was positive Auswirkungen auf die Aromenbildung und die Konsistenz des Gargutes haben kann. So wird bei einem klassischen Gericht wie Coq au Vin ein Hahn als originale Zutat verwendet, dessen dunkles Fleisch mit dem Rotwein während eines längeren und langsamen Garprozesses eine geschmackliche Symbiose eingehen kann. Auch Saucenfonds und Saucen wie Sauce bordelaise können durch stark reduzierten (eingekochten) Rotwein eine kräftige Aromatik und dunkle Farbe bekommen, wobei die Farbgebung nicht allein auf Rotweinfarbstoffe, sondern auch auf Röststoffe zurückzuführen ist, die sich bei der Saucenherstellung bilden. Wird eine Speise erst am Ende des Garprozesses mit Rotwein geschmacklich abgerundet, also der Wein nicht mitgekocht, kommt der Rotweingeschmack prägend zum Tragen, weshalb der Wein vorsichtig dosiert sein sollte, damit er den Geschmack und die Farbe der Speise oder Sauce nicht dominiert. Rotwein von niedriger Qualität ist zum Kochen nicht geeignet, da unangenehme Inhaltsstoffe wie unreife Säuren und Tannine beim Einkochen addiert werden können.
Aus Rotwein kann gehaltvoller Wein-Essig hergestellt werden.

## Genuss
Die ideale Trinktemperatur hängt vom Weinstil ab. Leichte Rotweine werden bei 12 bis 14 °C serviert, mittelkräftige bei 14 bis 16 °C und vollmundige, gereifte Rotweine bei 16 bis 18 °C. Zur vollen Entfaltung der Aromen wird Rotwein in einem Weinglas mit großem Kelch serviert, etwa einem Bordeaux- oder Burgunderglas, das eine ausreichende Sauerstoffzufuhr ermöglicht.
Die Auswahl der Speisen zu Rotwein richtet sich nach dessen Körper, Tanningehalt und Aroma. Leichte, fruchtige Rotweine wie Pinot Noir harmonieren gut mit mild gewürzten Gerichten wie Geflügel, Kalb oder Pilzgerichten. Mittelkräftige Sorten wie Merlot passen zu Pasta mit Tomatensaucen, Schweinefleisch oder mittelreifen Käse. Kräftige, tanninreiche Weine wie Cabernet Sauvignon oder Syrah harmonieren mit eiweiß- und fettreichen Speisen wie Rindfleisch, Lamm, Wild und lang gereiftem Käse. Würzige, alkoholreiche Varianten wie Primitivo können mit stark gewürzten Speisen wie Schmorbraten oder Chili kombiniert werden.

### Gesundheitsaspekte
- R. Corder, W. Mullen, N. Q. Khan, S. C. Marks, E. G. Wood, M. J. Carrier, A. Crozier: Oenology: Red wine procyanidins and vascular health. In: Nature. Band 444, 30. November 2006, S. 566.
- Roger Corder: The Wine Diet. Sphere, 2006, ISBN 1-84744-003-7.